# Ippocrate - Specializzandi in corsia
Ippocrate - Specializzandi in corsia (Hippocrate) è una serie televisiva francese creata e diretta da Thomas Lilti, spin-off del film Ippocrate (2014). È trasmessa su Canal+ dal 26 novembre 2018.

## Trama
In seguito a una misura sanitaria, i dottori del reparto di medicina interna dell'Hôpital Raymond-Poincaré di Boulogne-Billancourt finiscono tutti in quarantena. Tre specializzandi alle prime armi e un medico legale che non si conoscono, si ritrovano a collaborare per gestire da soli il reparto e i pazienti.

## Episodi
| Stagione         | Episodi | Prima TV Francia | Prima TV Italia |
| ---------------- | ------- | ---------------- | --------------- |
| Prima stagione   | 8       | 2018             | 2021            |
| Seconda stagione | 8       | 2021             | 2022            |
| Terza stagione   | 6       | 2024             | inedita         |

## Personaggi e interpreti

### Principali
- Chloé Antovska (stagione 1-in corso), interpretata da Louise Bourgoin, doppiata da Francesca Manicone.
Specializzanda in anestesia, successivamente medico di emergenza.
- Alyson Lévêque (stagione 1-in corso), interpretata da Alice Belaïdi, doppiata da Ludovica Bebi.
Specializzanda in medicina generale, successivamente medico di base. Fidanzata con Hugo che lascia per David.
- Arben Bascha (stagione 1-in corso), interpretato da Karim Leklou, doppiato da Gabriele Sabatini.
Anatomopatologo forense, successivamente paramedico all'Opera ospitaliera dell'Ordine di Malta, infine medico di emergenza.
- Hugo Wagner (stagione 1-in corso), interpretato da Zacharie Chasseriaud, doppiato da Federico Bebi.
Specializzando in medicina generale, successivamente medico di base. Figlio di Muriel, si fidanza e poi si lascia con Alyson.
- Muriel Wagner (stagione 1-in corso), interpretata da Anne Consigny, doppiata da Francesca Fiorentini.
Primario di rianimazione e madre di Hugo.
- Olivier Brun (stagione 2-in corso), interpretato da Bouli Lanners, doppiato da Fabrizio Pucci.
Primario del pronto soccorso.
- Manuel Simoni (stagione 1, guest star stagione 2), interpretato da Éric Caravaca, doppiato da Francesco Bulckaen.
Caporeparto di medicina interna, viene trasferito a Lione, ma torna per fronteggiare la pandemia di COVID-19.
- Nathalie Ferrand (stagione 1-in corso), interpretata da Géraldine Nakache, doppiata da Stella Musy.
Direttrice dell'Hôpital Raymond-Poincaré.
- David Saliba (stagione 3-in corso), interpretato da William Lebghil.
Oftalmologo e nuovo fidanzato di Alyson.